# Csíkos karvaly
A csíkos karvaly (Accipiter striatus) a madarak (Aves) osztályának vágómadár-alakúak (Accipitriformes) rendjébe, ezen belül a vágómadárfélék (Accipitridae) családjába tartozó faj.

## Rendszerezése
A fajt Louis Pierre Vieillot francia ornitológus írta le 1808-ban.

## Alfajai
- Accipiter striatus perobscurus (Snyder, 1938) - Haida Gwaii sziget (Brit Columbia)
- Accipiter striatus velox (A. Wilson, 1812) - Kanada és az Amerikai Egyesült Államok nagy része
- Accipiter striatus suttoni (van Rossem, 1939) - Új-Mexikó déli része és Mexikó keleti része
- Accipiter striatus madrensis (Storer, 1952) - Mexikó délnyugati része
- Accipiter striatus fringilloides (Vigors, 1827) - Kuba
- Accipiter striatus striatus (Vieillot, 1808) - Hispaniola
- Accipiter striatus venator (Wetmore, 1914) - Puerto Rico [2]

## Előfordulása
Kanadában és az Amerikai Egyesült Államokban fészkel, telelni délre vonul. Természetes élőhelyei tűlevelű erdők, mérsékelt övi erdők, szubtrópusi és trópusi síkvidéki és hegyi esőerdők, száraz erdők és cserjések valamint városias régiók.

## Megjelenése
Testhossza 34 centiméter, szárnyfesztávolsága 51–68 centiméter, testtömege 85–208 gramm közötti. Nagy szemei és hosszú markoló lába van.
|  |  |

## Életmódja
Alacsonyan repülve vadásznak zsákmányukra, ami általában kis énekesmadarak. Széles szárnyukkal siklanak, hosszú farkuk a hirtelen irányváltást segíti.

## Szaporodása
Fákra gallyakból építi fészkét és tollakkal béleli ki. Fészekalja 4-5 tojásból áll, melyen 35 napig kotlik.

## Természetvédelmi helyzete
Az elterjedési területe rendkívül nagy, egyedszáma pedig növekszik. A Természetvédelmi Világszövetség Vörös listáján nem fenyegetett fajként szerepel.